# Aeroporto di Aweil
L'aeroporto di Aweil (ICAO: HSAW) è un aeroporto civile che serve la città di Aweil in Sudan del Sud.
È situato nella contea centrale di Aweil, nello Stato di Aweil, nella città di Aweil, vicino al confine internazionale con la Repubblica del Sudan e al confine con la regione di Abyei. In precedenza era situato in centro, all'interno del distretto commerciale centrale di Aweil. Nel 2011 questa struttura è stata chiusa ed è stato aperto un nuovo campo a nord-ovest della città. Il nuovo aeroporto si trova a circa 5,5 km sia da Aweil che dalla città di Malweil.
Questa località si trova a circa 640 chilometri a nord-ovest dell'aeroporto Internazionale di Giuba, il più grande del Sudan del Sud. L'aeroporto di Aweil ha un'unica pista non asfaltata con una lunghezza stimata di 2000 m.